# Більчук Тарас Миколайович
Тарас Більчук (02 травня 1960 року, с. Коршів, Україна — 14 серпня 2017, там само) — український художник, громадський діяч. Лицар ордена Героїв Небесної Сотні.18 лютого 2014 року під час Революції Гідності у Києві дістав струс мозку і перелом черепної кістки внаслідок побиття «беркутом».

## Життєпис

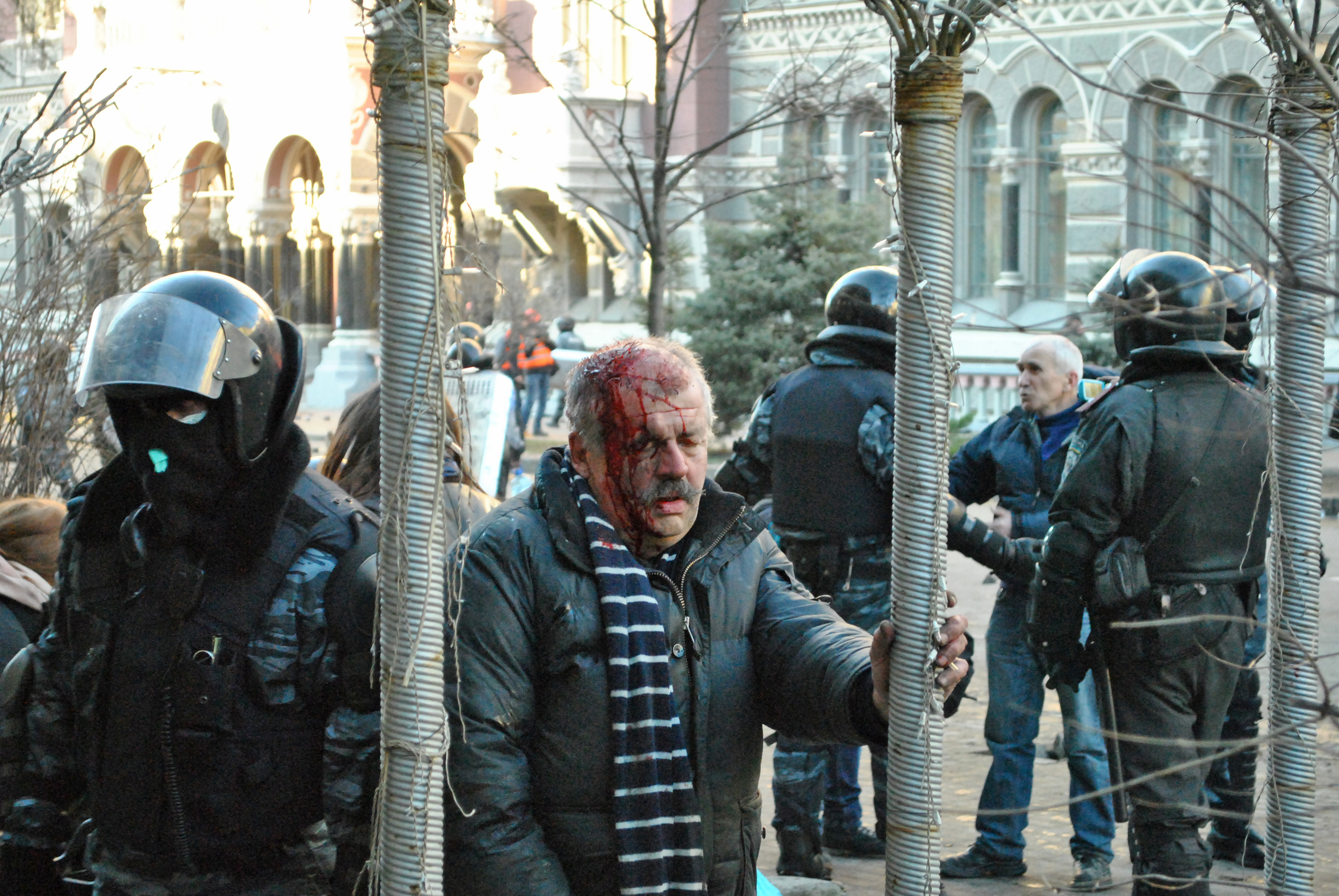
Тарас Більчук серед силовиків після побиття на вул. Інститутській у Києві 18 лютого 2014

Тарас Більчук народився 02 травня 1960 року в селі Коршеві Здолбунівського району Рівненської області, Україна.
Художню освіту здобув у Львівській академії мистецтв, відділ художньо-монументального живопису. Вчителі по фаху: Олег Мінько, Володимир Патик, Любомир Медвідь, Петро Маркович.
Був серед учасників студентської Революції на граніті в Києві, в 1990 році.
Автор картини «Сторозтерзаним землякам моїм».
У 2007 році повернувся в Україну зі США де працював перед цим 13 років. Оселився в Дубно.
Взимку 2013—2014 років Більчук став активним учасником Революції гідності, переживши перший розгін 30 листопада і події 18 лютого. Тоді художник зазнав струсу мозку.
Помер раптово 14 серпня 2017 року після інсульту. Відспівували художника в монастирі-пантеоні повстанської слави в урочищі Гурби. Похований 15 серпня в рідному селі.

## Творчість
Картини Тараса Більчука розійшлися світом, роботи є в США, Канаді, Росії, Японії, Франції, Парагваї, Швеції, Польщі, Англії.
Сюжети картин пов'язані з Україною княжої доби, добою козацтва, є портрети і пейзажі.

## Нагороди
- Орден Героїв Небесної Сотні (16 лютого 2018, посмертно) — за громадянську мужність, патріотизм, відстоювання конституційних засад демократії, прав і свобод людини, самовіддане служіння Українському народові[4][5]
- Орден «За мужність» III ст. (17 лютого 2016) — за громадянську мужність, самовіддане відстоювання конституційних засад демократії, прав і свобод людини, виявлені під час Революції Гідності[6]

## Вшанування пам'яті
- 28 лютого 2018 р. з метою вшанування подвигу відомого українського художника Тараса Більчука під час подій Революції Гідності на майдані Незалежності, патріотичного виховання громадян Кабінет Міністрів України заснував академічну іменну стипендію імені Тараса Більчука для студентів закладів вищої освіти державної форми власності, які здобувають вищу освіту за спеціальностями «Образотворче мистецтво, декоративне мистецтво, реставрація» та «Дизайн».[7]